# Southern Comfort Zone
"Southern Comfort Zone" é uma canção gravada pelo cantor norte-americano Brad Paisley, lançado como primeiro single do seu décimo álbum de estúdio (2013). A faixa foi composta e produzida por Brad Paisley, com auxilio de Kelley Lovelace e Chris DuBois na escrita.

## Lista de faixas
| Versão Single |                         |         |  |
| N.º           | Título                  | Duração |  |
| 1.            | "Southern Comfort Zone" | 5:20    |  |

## Conteúdo
A canção exalta o estilo de vida do Sul dos Estados Unidos, elogiando ao mesmo tempo outras partes do mundo. Paisley disse sobre o conteúdo lírico, "eu estou incentivando as pessoas a dar uma olhada ao redor. Há alguns grandes lugares ao redor do mundo que irá expandir sua mente e também fazer você ama essa zona de conforto do sul." Estão incluídos na canção fragmentos da obra The Andy Griffith Show, referências a Eddie Stubbs e Jeff Foxworthy, além da corrida NASCAR e demonstrações da tradicional canção, "Dixie", cantada pelo coro da Igreja Brentwood Baptist.

## Recepção
Billy Dukes do Taste of Country deu a canção quatro estrelas de cinco, dizendo que Paisley se entrega suavizado (combinado com uma personalidade amável) que permite-lhe embalar o perfurador que ele está trabalhando. Dando-lhe cinco estrelas de cinco, Matt Bjorke do Roughstock disse que "A melodia é épica e grandiosa", além de ter elogiado a letra da faixa. Ben Foster do Country Universe deu a canção D-grade, chamando-a de "mau gosto" e de "errada, aguada e bagunçada".

## Vídeo musical
O vídeo musical para "Southern Comfort Zone" estreou online através do website Ustream em 10 de dezembro de 2012 e teve a direção de Jim Shea.

## Desempenho nas tabelas musicais
| Tabela musical (2012)                        | Melhor posição |
| -------------------------------------------- | -------------- |
| Canadá (Canadian Hot 100)                    | 58             |
| Estados Unidos (Billboard Hot 100)           | 68             |
| Estados Unidos (Billboard Hot Country Songs) | 17             |

### Paradas anuais
| Tabela musical (2012)          | Posição |
| ------------------------------ | ------- |
| Estados Unidos (Country Songs) | 82      |

## Histórico de lançamento
| País           | Data                 | Formato          | Gravadora        |
| -------------- | -------------------- | ---------------- | ---------------- |
| Estados Unidos | 2 de outubro de 2012 | Download digital | Arista Nashville |